# Сож
Сож (на руски: Сож) е река в Русия (155 km), Беларус (463 km) и по границата между Беларус и Украйна (30 km) с обща дължина 648 km, ляв приток на Днепър. Тя е четвъртият по дължина приток на Днепър след реките Десна, Припят и Псьол и 127-ата река по дължина в Русия.

## Географска характеристика

### Извор, течение, устие
Реката води началото си от Смоленските възвишения на 224 m н.в. в Смоленски район на Смоленска област на Русия, на 12 km на юг от град Смоленск, в центъра на село Радковщина. Тече в южна посока през южните части на Смоленските възвишения, а след селището от градски тик Хиславичи – в посока юг-югозапад. След село Бахаревка, Смоленска област в протежение на 45 km служи за държавна граница между Русия и Беларус. В този си участък течението на реката пресича различни геоморфоложки райони с ледников произход. Много добре са изразени на терена и се проследяват в значително протежение три речни тераси, от които най-долната е заливна. Долината ѝ е добре изразена, с трапецовиден профил, врязана на около 20 – 30 m спрямо околния терен, с ширина от 1,5 до 3 km.
Северно от град Кричев, Могильовска област, при устието на левия ѝ приток Остьор реката излиза от хълмистите местности и навлиза в Оршано-Могильовската равнина, вече изцяло на територията на Беларус. До град Славгород тече в югозападна посока, а след това до устието си – в южна. В Оршано-Могильовската равнина долината ѝ се разширява до 5 km. Тук склоновете на долината ѝ са полегати или умерено стръмни, с относителна височина между 15 и 25 m, набраздени от оврази, промойни и малки дерета на притоците ѝ. Десните ѝ склонове са предимно открити и се използват за земеделски нужди, а левите – обезлесени и опороени.
След устието на левия ѝ приток река Бесед, реката навлиза в Беларуското Полесие. Тук долината ѝ става много широка, без ясно изразени склонове, а след град Гомел и с много меандри. Левите и десните ѝ заливни тераси са с ширина до 10 km и са заблатени. Ширината на водното течение достига до 230 m, дълбочината – до 5 – 6 m, а скоростта на течението – около и над 1,5 m/s. Последните 30 km от течението ѝ служат за граница между Беларус и Украйна. При селището от градски тип Лоев, Гомелска област се влива отляво в река Днепър.

### Водосборен басейн, притоци

#### Водосборен басейн
Площта на водосборния басейн на Сож е 42 100 km2, което представлява 8,35% от водосборния басейн на река Днепър и се простира на територията на 5 области – Смоленска и Брянска област в Русия, Могильовска и Гомелска област в Беларус и Черниговска област в Украйна. На запад и север водосборният басейн на Сож граничи с водосборния басейн на самата река Днепър, а на изток и югоизток – с водосборния басейн на река Десна (ляв приток на Днепър).

#### Притоци
Река Сож получава пет притока с дължина над 100 km – 3 леви (→) и 2 десни (←):
- ← Вихра 158 km, 2230 km2 водосборен басейн, влива се на 1,5 km югоизточно от с. Нова Вихриня, Могильовска област, Беларус;
- → Остьор 274 km, 3490 km2 водосборен басейн, влива се на 2,5 km източно от с. Бел, Могильовска област, Беларус, на границата с Русия;
- ← Проня 172 km, 4910 km2 водосборен басейн, влива се при град Славгород, Могильовска област, Беларус;
- → Бесед 261 km, 5600 km2 водосборен басейн, влива се на 2 km югоизточно от с. Юрковичи, Гомелска област, Беларус;
- → Ипут 437 km, 10 900 km2 водосборен басейн, влива се източно от град Гомел, Гомелска област, Беларус.

### Хидроложки показатели
Среден годишен воден отток при град Гомел (на 100 km от устието) 207 m3/s. Реката замръзва през ноември или началото на март, а се размразява в края на март или началото на април. Водата на реката е една от най-чистите в Европа, поради липсата на промишлени предприятия по нейното течение.

## Селища
По течението на реката са разположени 7 града и множество села:
- Русия – селище от градски тип Хиславичи, Смоленска област;
- Беларус – Кричев, Чериков и Славгород, Могильовска област, Чечерск, Ветка и Гомел, Гомелска област.

## Стопанско значение
Река Сож е плавателна на 373 km от устието си до град Кричев при пълноводие. В горната част на плавателния ѝ участък е действала шлюзова система, която е разрушена по време на Втората световна война. Използва се за пренос на дървен материал.